# Claude Mattocks
Claude Mattocks (Floriana, 21 febbraio 1980) è un ex calciatore maltese, di ruolo centrocampista.

## Carriera

### Club
Ha giocato nella massima serie del campionato maltese con varie squadre.

### Nazionale
Con la Nazionale maltese ha giocato 16 partite dal 2003 al 2006.